# Fajancefabrikation
Fajancefabrikation er en dansk dokumentarfilm fra 1943, der er instrueret af Henning Hermansen.

## Handling
Brydning af kaolin på Bornholm. Kaolinen slemmes og pumpes ind i filterpressen. Kaolinen udtages af pressen i store flager og forsendes. Indsamling af flint ved Stevns Klint. Flinten knuses. I kuglemøllen findeles flinten yderligere, og der tilsættes vand, kaolin og ler. Slammen opsamles og pumpes ind i filterpressen. Formning af tallerkner og fade. Formning af en kop, støbning af en kaffekande, filering. Første brænding, dekorering. Anden brænding, efterslibnning, sortering - færdige varer.